# Rimae Bode
Rimae Bode – grupa rowów  na powierzchni Księżyca o średnicy około 70 km. Znajduje się na obszarze Sinus Aestuum na współrzędnych selenograficznych ☾ 10,0°N 4,0°W/10,000000 -4,000000. Nazwa tego systemu kanałów została nadana w 1964 roku przez Międzynarodową Unię Astronomiczną i pochodzi od pobliskiego krateru Bode.